# Free for All (Fernsehserie)
Free for All ist eine Zeichentrickserie des Produzenten Brett Merhar, der im Original seine Stimme zugleich der Figur Clay Zeeman leiht. Als Vorlage für die Serie dient Merhars gleichnamiger Comic. Die Serie hat insgesamt sieben Folgen.

## Figuren
- Johnny G. Jenkins ist ein 19-jähriger ruhiger, schüchterner, blonder Community-College-Student und die Hauptfigur der Serie. Obwohl er eigentlich ein sympathischer Typ ist, der es nur gut mit allen meint, ist er ein ziemlich unreifer Versager. Zudem ist er noch unglücklich in seine Nachbarin Paula verliebt. Eine Besonderheit weist sein T-Shirt auf, denn es zeigt einen Smiley, der sich je nach der Gefühlslage von Johnny verändern kann. Dabei verformt sich der Mund des Gesichtes so, dass der Smiley entweder fröhlich, bedrückt oder auch neutral auftritt.
- Clay Zeeman ist ein durchtriebener, charismatischer und egoistisch-bösartiger Freund von Johnny. Durch Vortäuschen eines Unfalls in einer „Taco-Hell“-Filiale wurde er über Nacht zum Multimillionär. Jetzt wohnt er mit seinem Frettchen Angus in einem Penthouse auf dem Dach eines Wolkenkratzers. Trotzdem betrügt er mehrfach Versicherungen, hinterzieht Steuern und besticht und erpresst Steuerfahnder, um sein Vermögen weiter zu erhöhen. Seine Unmengen an Freizeit verbringt er am liebsten kiffend mit Angus oder in seinem Ferrari mit schönen Frauen.
- Douglas Jenkins, Johnnys Vater, ist ein starker Alkoholiker, leidet an Übergewicht und Inkontinenz und hat einen gelegentlichen Hang zu Gewalt. Er übt seinen Job als Büroartikelvertreter betont erfolglos aus und versucht andauernd, Clay Zeeman zur Investition in sinnlose Geschäftsideen zu überreden. Douglas’ unselbständiges Verhalten belästigt seine Mutter Sylvia regelmäßig, wenngleich sie sich großteils längst damit abgefunden hat. Douglas hat keinen Respekt vor Johnny, der in seinen Augen als ungewolltes Kind sein Leben ruiniert hat.
- Sylvia Jenkins, Johnnys uralte Großmutter, ist eine kettenrauchende Nymphomanin, die sich für ihre gesamte Familie, besonders ihren Sohn Douglas, schämt. Die drei Jenkins leben unter einem Dach, was häufig zu Spannungen führt.
- Angus ist ein drogensüchtiges, oft gewalttätiges und versautes Frettchen, das früher Versuchstier in einem Labor war. Jetzt hat Clay ihn bei sich aufgenommen, er ist sein ständiger Begleiter und bester Freund. Er hat viele anthropomorphe Wesenszüge; so kann er mit seinen Händchen menschliche Gesten deuten, rauchen, Videospiele spielen und auch schreiben. Wenn er Drogen zu sich nimmt, verfällt er stets in Halluzinationen, die an seine aktuelle Situation angelehnt sind.
- Paula Wisconsin ist Johnnys große Liebe. Sie wohnt im Haus nebenan und hat ihr Schlafzimmer gegenüber dem Johnnys. Jedoch hat er absolut keine Chance bei ihr, unter anderem, weil sie mit dem starken Chip liiert ist. So ist es bis jetzt zwischen den beiden zu kaum mehr gekommen als Gesprächen unter den Schlafzimmerfenstern. Paula ist offenbar bei vielen Leuten unbeliebt und wird häufig als „baumknutschende Ökotussi“ beleidigt.
- Omar ist Inder und Johnnys bester Freund. Er geht auf das gleiche College wie Johnny und ist genauso unreif, naiv und ein Versager, oft sogar noch mehr als Johnny. Die beiden werden häufig zu Opfern von Gewalt, die meist von Johnnys Vater oder Mitschülern ausgeht.

## Synchronisation
| Rolle             | Englischer Sprecher | Deutscher Sprecher |
| ----------------- | ------------------- | ------------------ |
| Clay Zeeman       | Brett Merhar        | Bela B             |
| Johnny G. Jenkins | Jonathan Silverman  | Sebastian Schulz   |
| Sylvia Jenkins    | Mitzi McCall        | Gisela Fritsch     |
| Douglas Jenkins   | Sam McMurray        | Gerald Paradies    |
| Paula Wisconsin   | Juliette Lewis      | Ranja Bonalana     |
| Omar              | Jonah Convy         | Wanja Gerick       |

## Veröffentlichung
In den USA wurde Free for All auf dem Kabelfernsehsender Showtime ausgestrahlt. 2003 wurde die Serie jeden Freitag um 22:00 Uhr (amerikanischer Zeit) gesendet.
MTV zeigte Free for All seit dem 20. Januar 2005 in Deutschland. Anfangs regelmäßig gesendet, wurde die Serie eingestellt. Die Zeichentrickserie wurde mit neuen Hintergrundgeräuschen versehen und mit deutschen Stimmen synchronisiert.
Obwohl in der letzten Episode auf eine Fortsetzung hingewiesen wird, hat es nie eine gegeben. Brett Merhar, der Schöpfer der Serie, wurde am 28. Juli 2016 im Alter von 46 Jahren ermordet.